# Moisés Alou
Moisés Rojas Beltré, conocido profesionalmente como Moisés Alou (Atlanta, 3 de julio de 1966) es un ex jardinero estadounidense de origen dominicano que jugó en la Liga Mayor de Béisbol durante 17 temporadas en la Liga Nacional. En 1,942 partidos en su carrera, Alou tuvo un promedio de bateo de .303 con 2,134 hits, 421 dobles, 332 jonrones y 1,287 carreras impulsadas. Debido a su estatus como un five-tool player y sus excelente números, Alou es considerado por muchos como uno de los mejores jardineros de la década de 1990 y 2000.
Su padre Felipe, quien dirigió a Moisés cuando estuvo militando para los Expos de 1992 a 1996 y con los Gigantes de 2005 a 2006, así como sus tíos Matty y Jesús, y su primo Mel Rojas, todos tuvieron largas y exitosas trayectorias en las Grandes Ligas. A partir de 2008, fue uno de los cuatro jugadores de ligas mayores activos (junto con Prince Fielder, Ken Griffey, Jr., y  Daryle Ward) en batear 20 jonrones en una temporada en Grandes Ligas y cuyo padre también había hecho lo mismo. Alou está casado con Austria Alou, tienen tres hijos: Percio, Kirby y Moisés Jr.

## Carrera
A la edad de 18 años, Alou estaba más interesado en jugar al baloncesto durante su juventud, y no jugó béisbol organizado hasta que asistió al Cañada College en Redwood City, California. Fue allí donde los scouts de béisbol se dieron cuenta de su velocidad con el bate y para correr las bases. En 1986, Alou fue la segunda selección del draft amateur, elegido por los Piratas de Pittsburgh. En 1990, fue cambiado a los Expos de Montreal, donde más tarde jugaría con su padre mientras este dirigía el equipo.
Alou sufrió una grave lesión de tobillo en 1993 que le disminuiría su velocidad y fuerza convirtiéndolo estrictamente en un jardinero de esquina. Se recuperó en 1994, bateando .339 y conectando el hit de la victoria en el Juego de Estrellas de ese año. Para las dos próximas temporadas, Alou disfrutaría de éxito en el plato con Montreal, aunque la cirugía de ambos hombros antes de tiempo puso fin a su temporada de 1995.
Antes de la temporada de 1997, Alou firmó como agente libre con los Marlins de la Florida, donde lideró el equipo con 23 jonrones y 115 carreras remolcadas. Los Marlins llegaron a los playoffs como invitados, y derrotaron a los Gigantes de San Francisco en la Serie Divisional de la Liga Nacional, y después a los Bravos de Atlanta en la Serie de Campeonato de la Liga Nacional, y de esta forma en la Serie Mundial, ganaron los Marlins de la Florida en siete juegos. Alou lideró el equipo bateando .321 con tres jonrones y nueve carreras impulsadas en la Serie Mundial.
Antes de la temporada de 1998, los Marlins traspasaron a Alou a los Astros de Houston. En su primera temporada con el equipo, Alou bateó un récord personal de 38 jonrones y remolcó 124 carreras, mientras llevaba a la franquicia de los Astros a un récord con 102 victorias. Sin embargo, se rasgó su LCA en un accidente con una máquina de caminar en la temporada baja, y se perdió toda la temporada 1999. Una vez recuperado, volvió a la alineación de los Astros para batear .355 en el 2000 y .331 en 2001, mientras remolcaba al menos 108 carreras en cada temporada. Después de la temporada 2001, los Astros no le ofrecieron un nuevo contrato a Alou, convirtiéndose en un agente libre. En diciembre de 2001, firmó un contrato de 3 años y $27 millones de dólares con los Cachorros de Chicago.
En 2002, Alou terminó de nuevo en la lista de lesionados al inicio de la temporada, y una vez sano, bateó .275 y 15 jonrones. Después de la temporada de 2002, Alou contrató a un entrenador personal y se dedicó a ejercitarse para volver a su antigua forma. En la temporada 2003, Alou bateó sobre .300 la mayor parte de la temporada mientras empujaba carreras como solía hacer, antes de una recesión a finales de temporada su promedio de bateo de la temporada bajó a .280, con 22 jonrones y 91 carreras impulsadas. Alou lideró el equipo en promedio en sus dos series contra los Bravos de Atlanta y los Marlins de la Florida.
En el Juego 6 de la Serie de Campeonato de la Liga Nacional contra los Marlins de la Florida de ese año, Alou estuvo involucrado en el incidente de Steve Bartman, un fanático de los Cachorros que desvió una bola de foul que iba a caer directo a las gradas, impidiendo que Alou atrapara la pelota para hacer un out que pudo haber sido el segundo out del octavo inning. Sin embargo, los Marlins aprovecharon el error anotando ocho carreras en el inning, los Cachorros teniendo la pizarra 3-0 a su favor. Los Cachorros, que habían liderado la serie 3-2, perdieron el juego 8-3 y finalmente perdieron la serie en siete juegos. Alou admitió abiertamente más tarde en las entrevistas que, aunque se sentía frustrado por el momento, no podría haber capturado la bola de todos modos. Más tarde negó haber hecho tal declaración y dijo que si la hubiese capturado, era sólo para que Bartman se sintiera mejor.

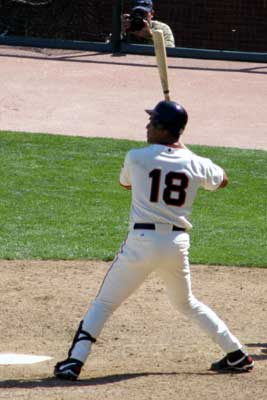
Alou en su postura de bateo con los Gigantes en 2005

En 2004, Alou establecer nuevos récords en jonrones (39), dobles (36) y carreras anotadas (106), mientras remolcaba 106 carreras. Sin embargo, los Cachorros perdieron los playoffs luego de perder siete de sus últimos nueve partidos. Los Cachorros se negaron a ofrecerle arbitraje y lo dejó libre, citando numerosas peleas con los umpires los que según él tenían una algo en su contra. En octubre de 2004, Alou anunció que había hablado con su padre, Felipe, sobre la posibilidad de jugar para él y los Gigantes en la próxima temporada. En diciembre de 2004, firmó un contrato por un año con los Gigantes de un valor de $13.5 millones de dólares, con una opción para un segundo año.
Alou esperaba jugar con regularidad en el jardín derecho por primera vez desde 2001, pero debido a lesiones del jardinero izquierdo Barry Bonds, comenzó la mayoría de los juegos en el jardín izquierdo. Alou había dicho que se retiraría si los Gigantes ganaban la Serie Mundial en 2005. No lo hicieron, y Alou ejercido su opción de otro año y se quedó con San Francisco en la temporada 2006, llegando a 22 jonrones y 74 carreras impulsadas.
El 20 de noviembre de 2006, los Mets de Nueva York firmaron a Alou con un contrato de un año por valor de 7.5 millones de dólares con una opción para el año 2008. Después de batear .318 en su primer mes como el jardinero izquierdo regular, Alou sufrió un desgarro de un músculo cuádriceps, y se vio obligado a salir hasta agosto. A su regreso, Alou lideró a los Mets con un promedio de bateo de .345 y tuvo una racha de bateo de 30 partidos. Fue la racha más larga de la temporada 2007, fue la más larga para un jugador de más de 40 años de edad.
El 31 de octubre de 2007, los Mets ejercieron su opción en el contrato de Alou para la temporada 2008. "El año pasado, Moisés nos enseñó qué tipo de bateador era", dijo el gerente general Omar Minaya.
El 5 de marzo de 2008, Alou se sometió a una cirugía de hernia y se perdió el inicio de la temporada 2008. El 9 de julio, Alou se desgarró un tendón jugando en los jardines para el equipo AA, los Binghamton Mets. El gerente general de los Mets, Omar Minaya, dijo en una conferencia de prensa al día siguiente que Alou probable necesite cirugía y perderá el resto de la temporada 2008, lo que puso fin a su carrera.
El 5 de marzo de 2009, Alou anunció que se retiraría después del Clásico Mundial de Béisbol.

### Carrera en la LIDOM
En la Liga Dominicana, Alou jugó para las Águilas Cibaeñas hasta 2006. 

#### Gerente General de los Leones del Escogido 2009 - 2018
Con la adquisición de los Leones del Escogido por parte de los grupos: Najri, Vicini y Propiedad Industrial, en el año 2009, Alou pasó a ser el Gerente General del equipo, año en que rompió la sequía de 18 años sin un campeonato para el equipo. En su período como Gerente General del equipo entre 2009-2010 y 2017-2018 consiguió 4 campeonatos en las temporadas: 2009-2010, 2011-2012, 2012-2013 y 2015-2016.
Decide retirarse como Gerente General del equipo debido a la hostilidad de los fanáticos y la inseguridad que sufre el país, la cual no le permitía siempre viajar a los juego en el interior.

## Trivia
- Fue uno de los pocos jugadores de béisbol que bateaba sin el uso de guantes de bateo.
- Reveló que durante la temporada de béisbol se orinaba en sus manos para endurecerlas.[13]
- Fue conocido por hacerles travesuras a sus compañeros mientras dormían en el vestíbulo.
- Es vicepresidente de la Asociación Dominicana de Criadores de Caballos de Carreras del Hipódromo V Centenario en la República Dominicana.